# Messico ai XV Giochi olimpici invernali
Il Messico partecipò ai XV Giochi olimpici invernali, svoltisi a Calgary, Canada, dal 13 al 28 febbraio 1988, con una delegazione di 11 atleti impegnati in quattro discipline.